# Nikon Z 7
A Nikon Z 7 egy 45,7-megapixeles FX-formátumú, Z-bajonnettes digitális tükör nélküli fényképezőgép, amelyet a Nikon 2018. augusztus 23-án jelentett be, majd 2018 szeptemberében adott ki. A Z 7 a Nikon első Z-bajonettes fényképezőgépe.
2018 decemberéig három Z-bajonettes objektív jelent meg: a Nikkor Z 24-70mm f/4 S FX AF, a 35mm f/1.8 S FX AF és az 50mm f/1.8 S FX AF. Az FTZ bajonettadapter lehetővé teszi a korábbi, F-bajonettes Nikkor objektívek használatát (teljes kompatibilitással).
2018-ban a Nikon egy három éves ütemtervet adott ki a 2019 és 2021 között megjelenő Z-bajonettes objektívekről (ezen a listán kilenc darab objektív szerepelt).

## Tulajdonságok
- 45,7 megapixeles BSI CMOS képérzékelő
- ISO-tartomány: 64–25 600
- Nikon Expeed 6 képfeldolgozó processzor
- Új, 55 mm széles Nikon Z-bajonett (16 mm-es bázistávolság)
- Az F-bajonettes objektívek az FTZ bajonettadapter segítségével használhatóak
- 493-pontos AF rendszer, ami automatikusan kapcsol át fázisérzékelős és kontrasztérzékelős módok között (a fókuszpontok a kereső 90%-át fedik)
- Belső képstabilizátor (5-stop)
- 9 kép/mp sorozatfelvétel (az F-bajonettes objektívekkel is, az FTZ adapterrel)
- Elektronikus kereső 3,7 millió pontos kijelzővel, 0.8×-s nagyítással, 37° fokos betekintési szöggel
- A hátsó, 3.2"-es kihajtható érintőképernyő (2,1 millió képponttal)
- 1080p 120 fps-ig, 4K videófelvétel 30 fps-ig, tömörítetlen videókimenet HDMI-n (10-bit N-Log)
- Fizetős "RAW upgrade" lehetősége ($200), a 12-bites ProRes RAW külső videófelvételhez
- Nikon EN-EL15b újratölthető Li-ion, valamint támogatja az EN-EL15a és az EN-EL15 akkumulátorokat is

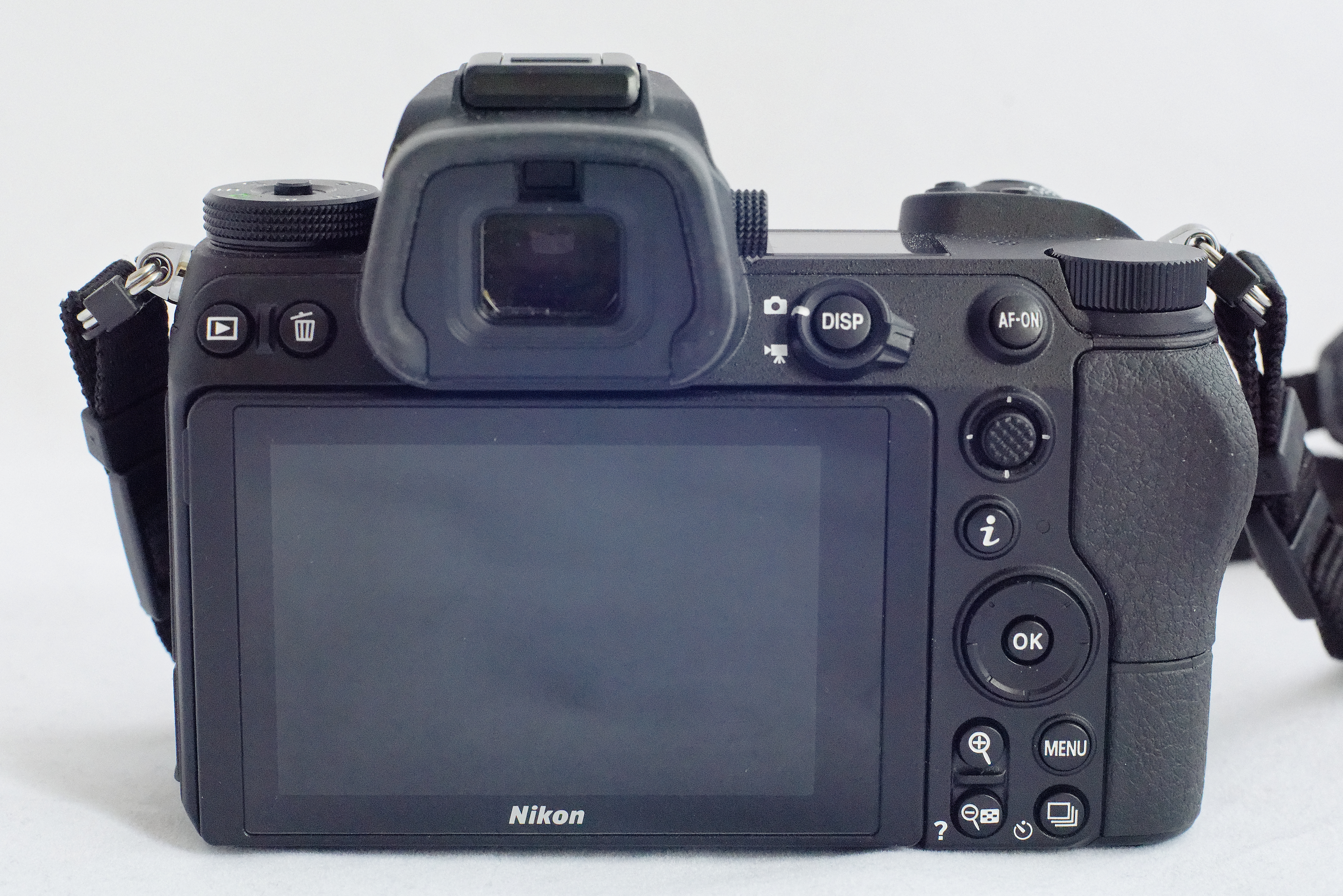
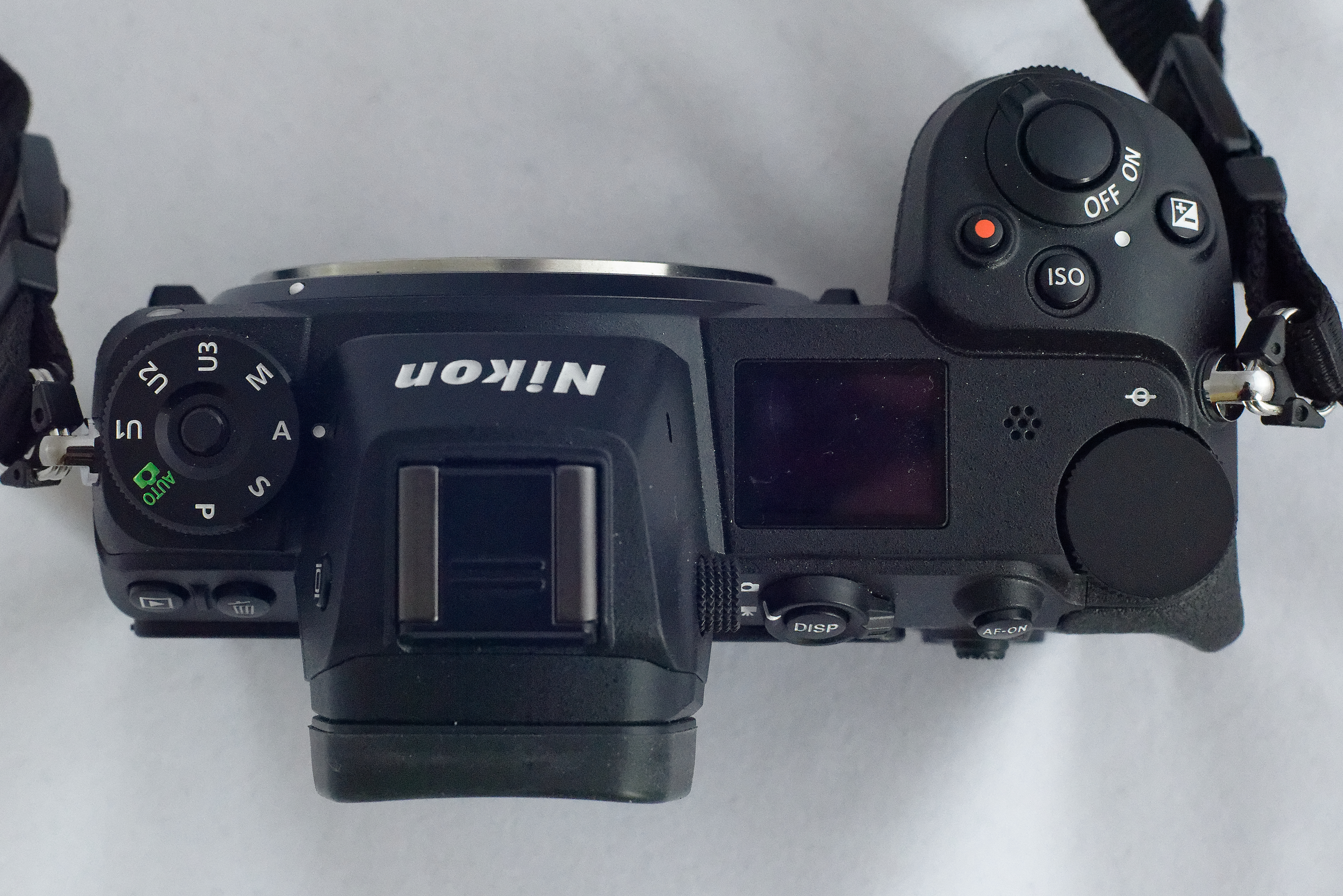
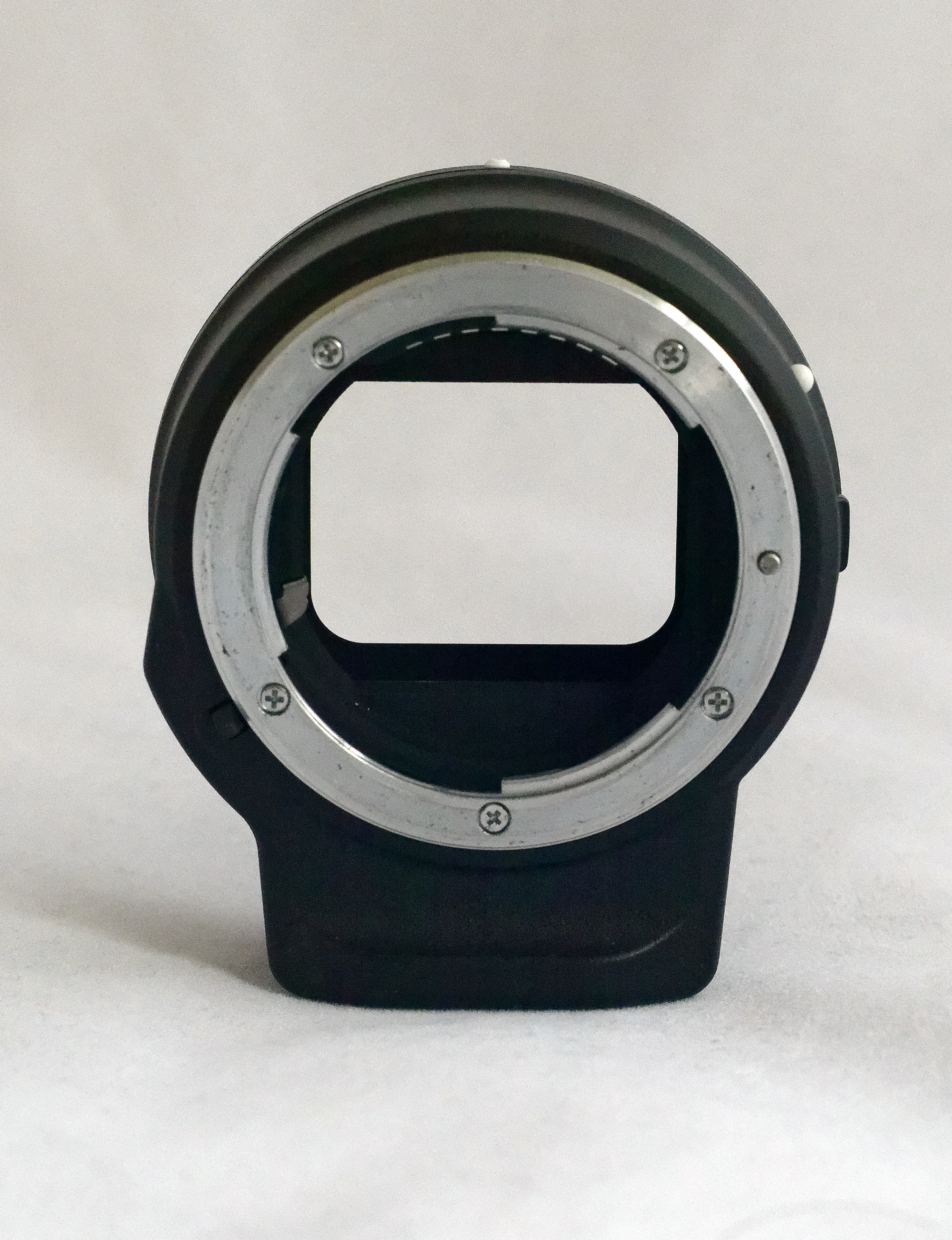
FTZ adapter (F-bajonett oldal)
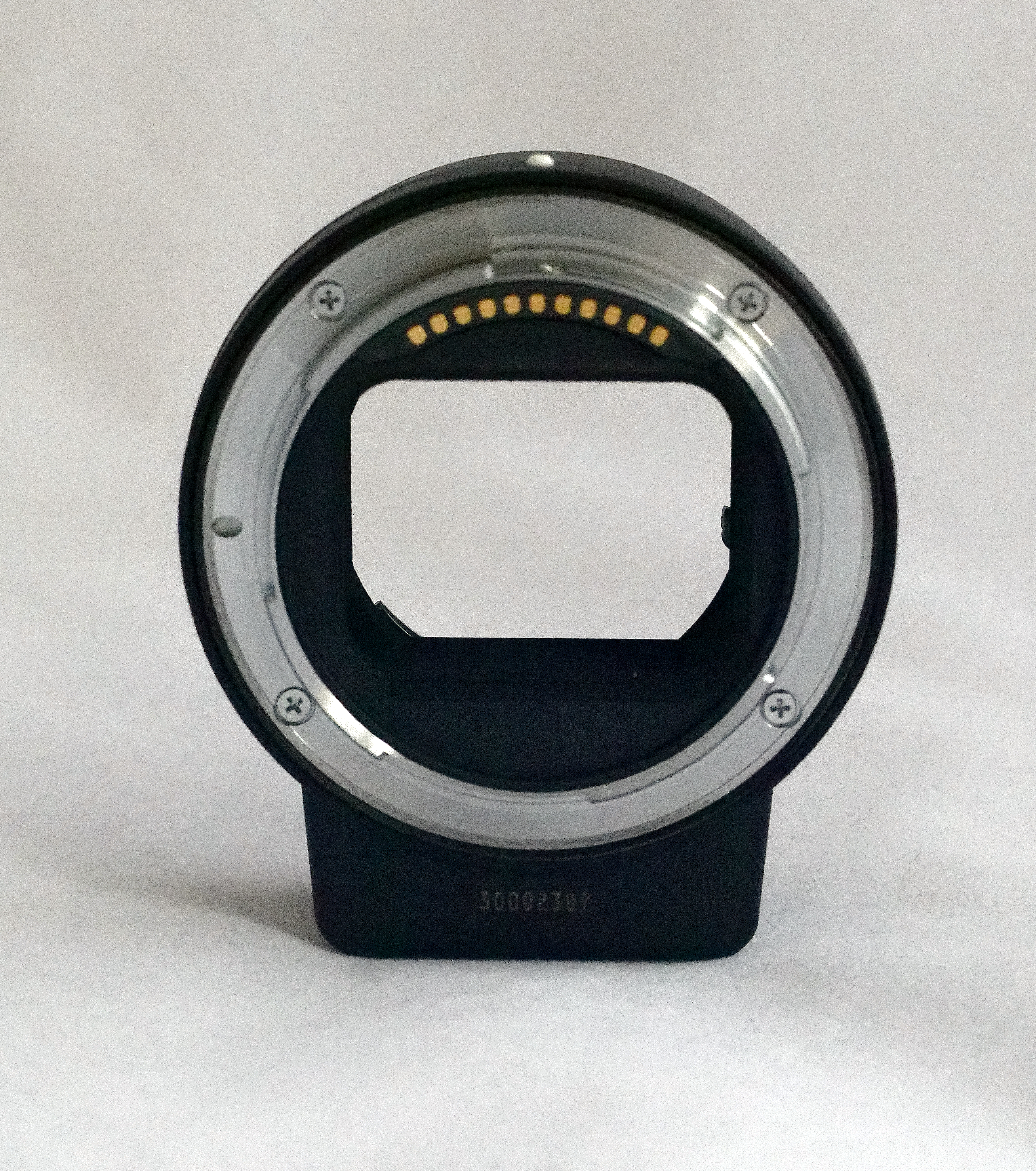
FTZ adapter (Z-bajonett oldal)
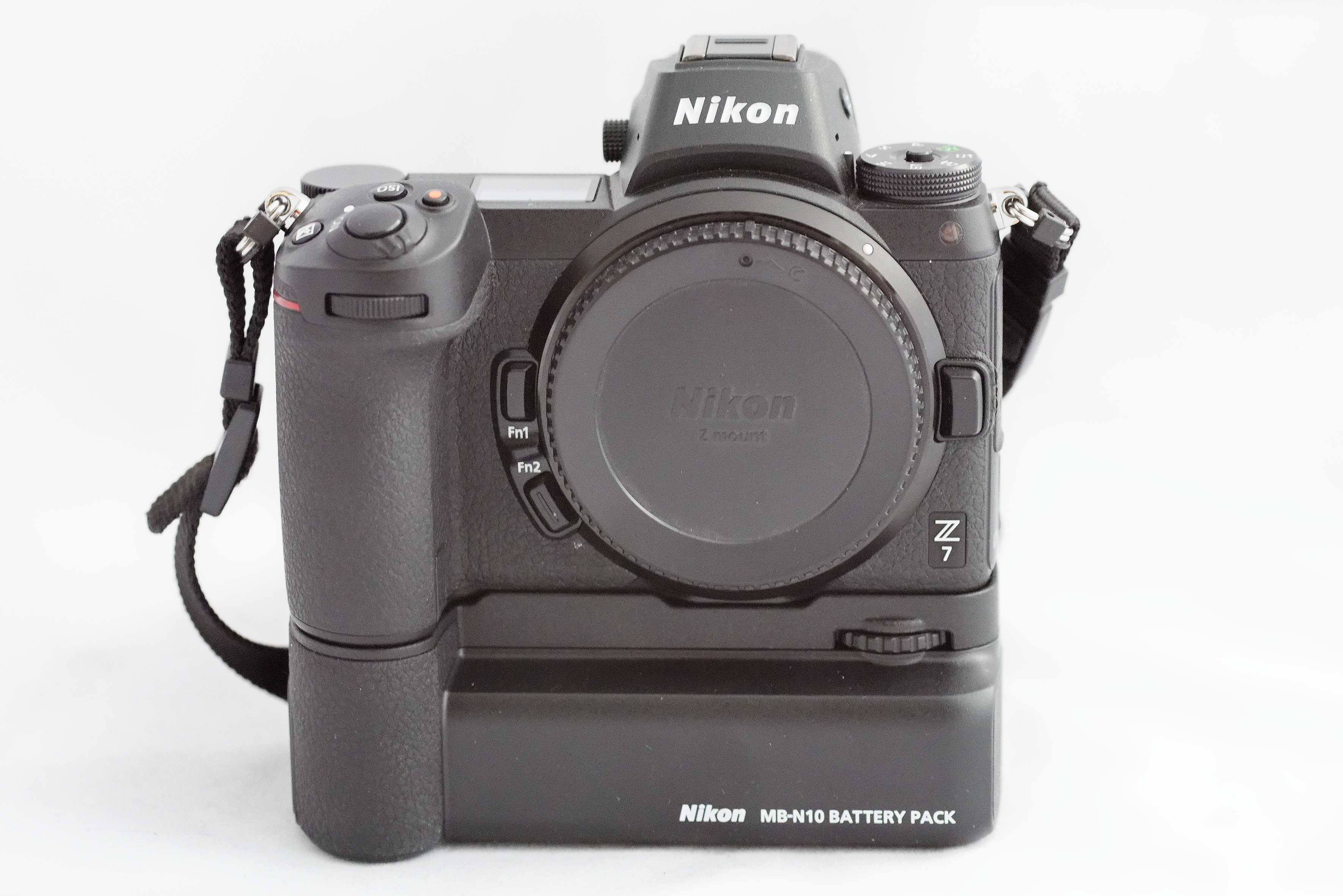
Z 7 MB-N10 akkupackkal
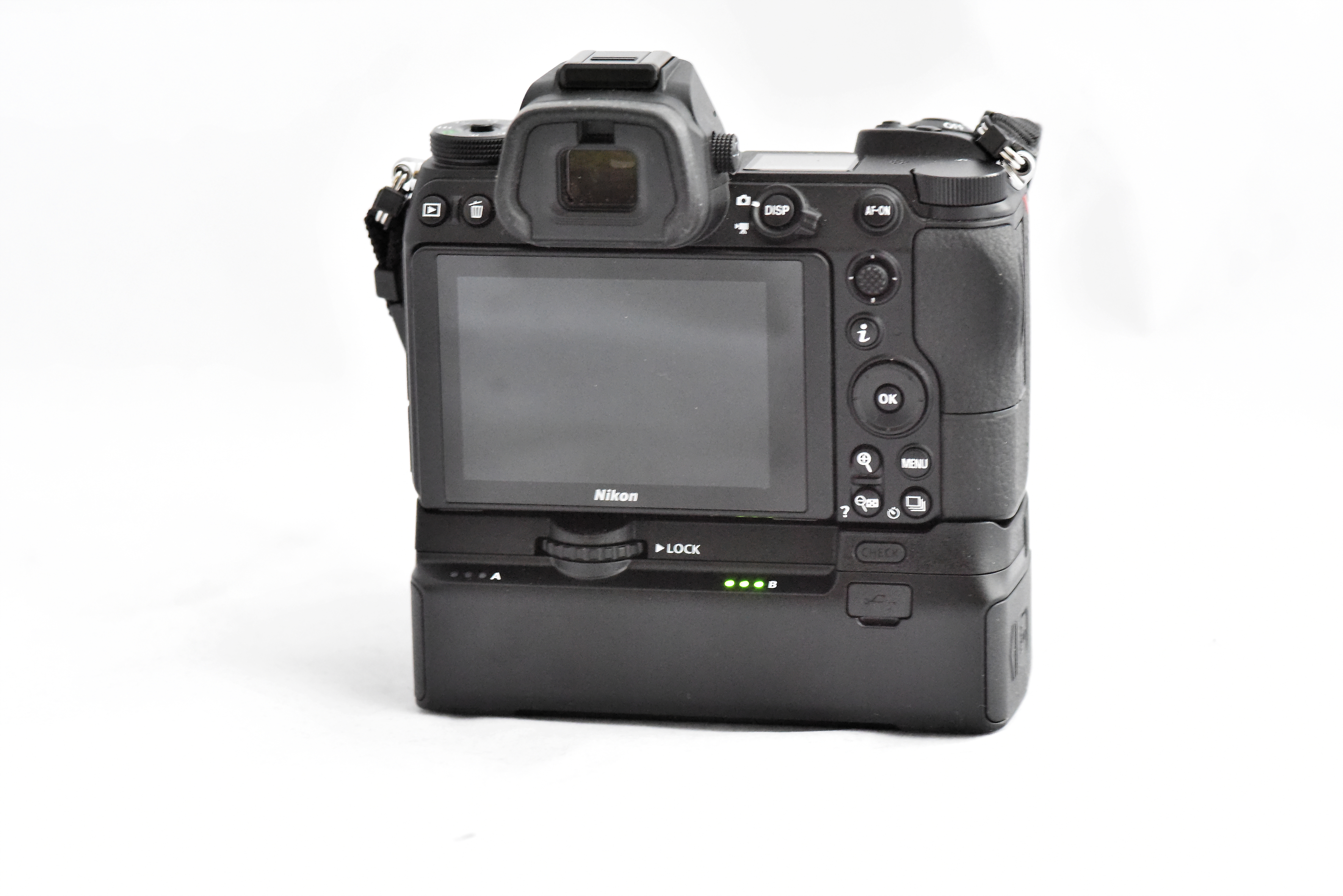
Z 7 MB-N10 akkupackkal
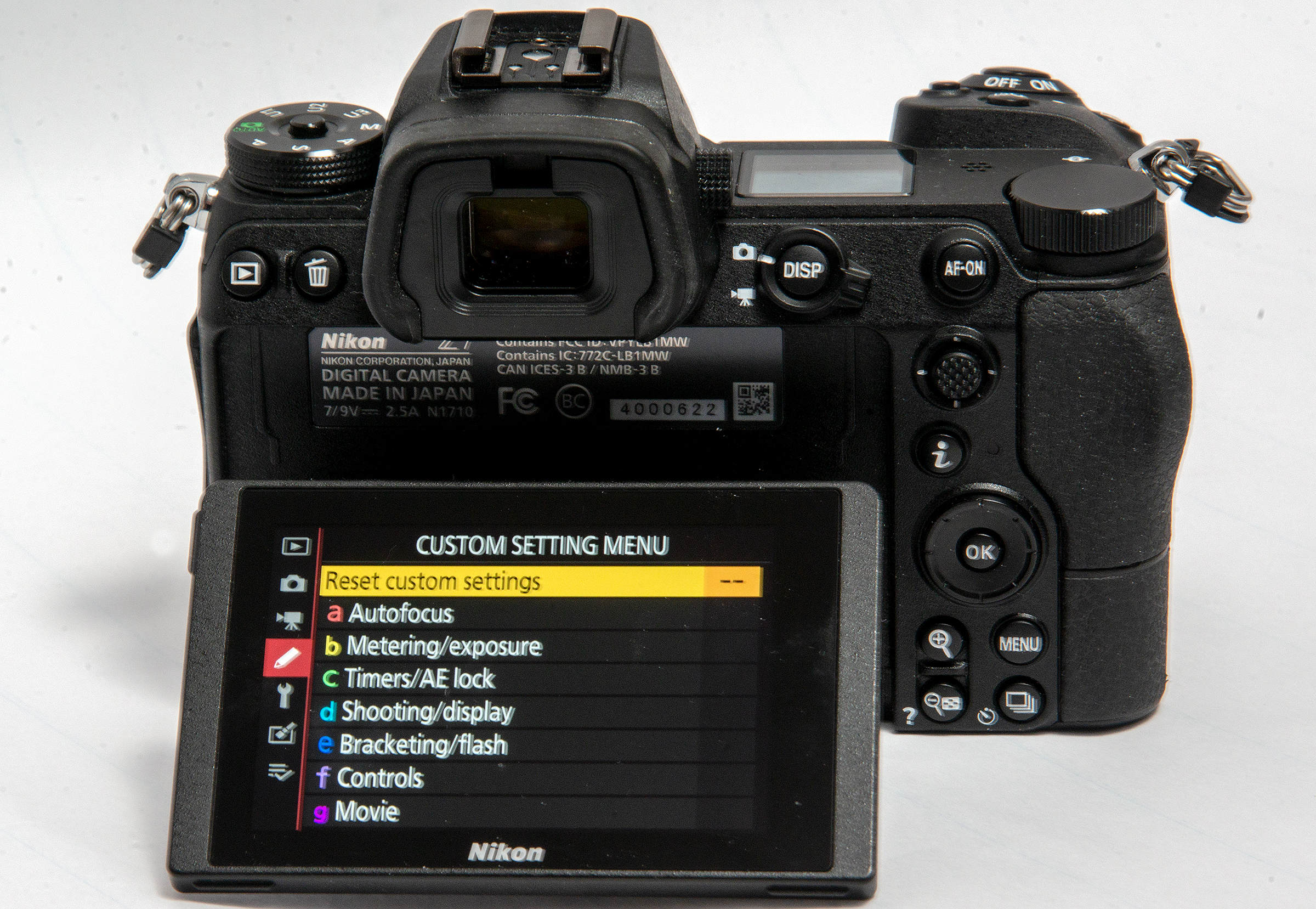
A kihajtható érintőképernyő
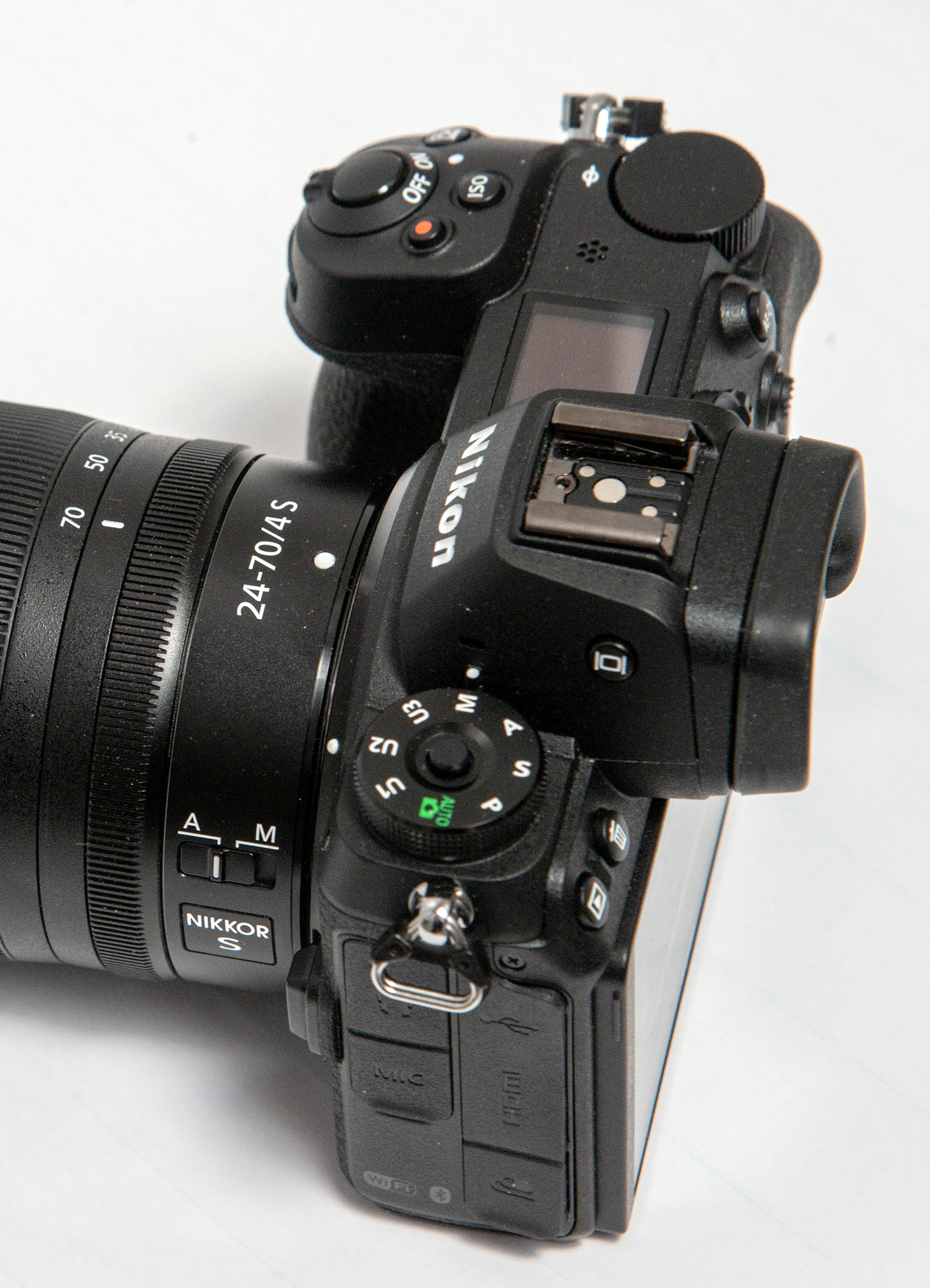
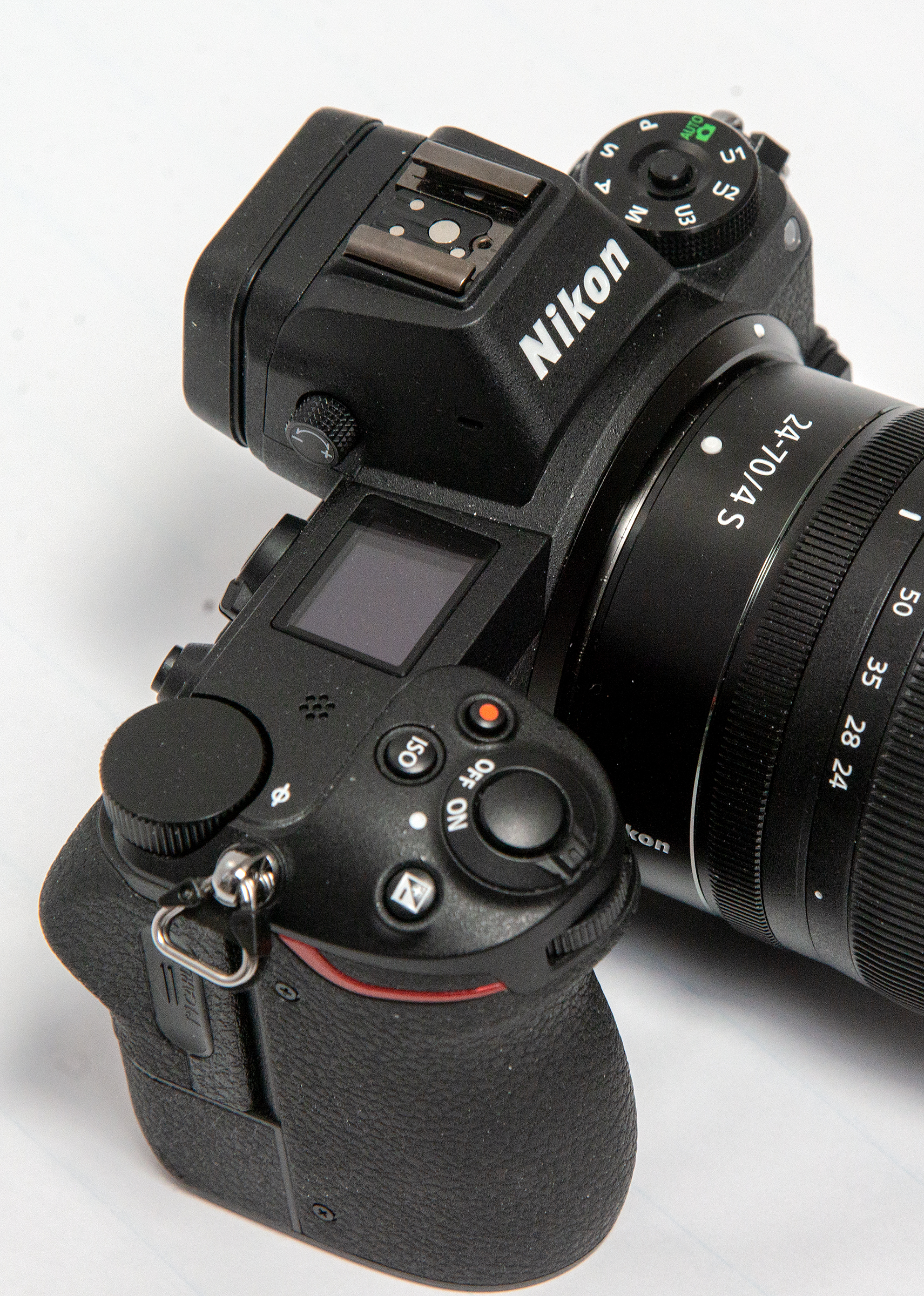
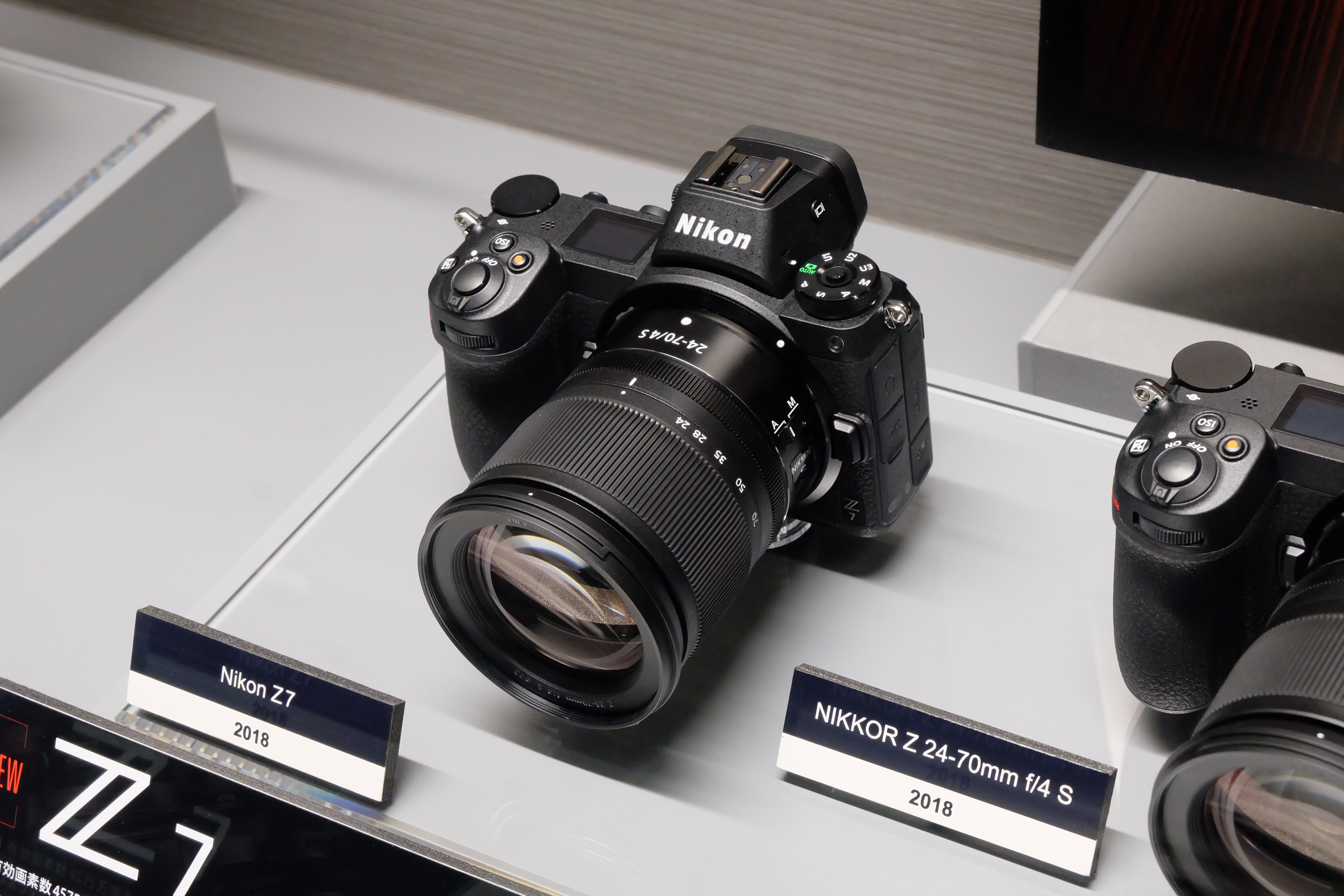
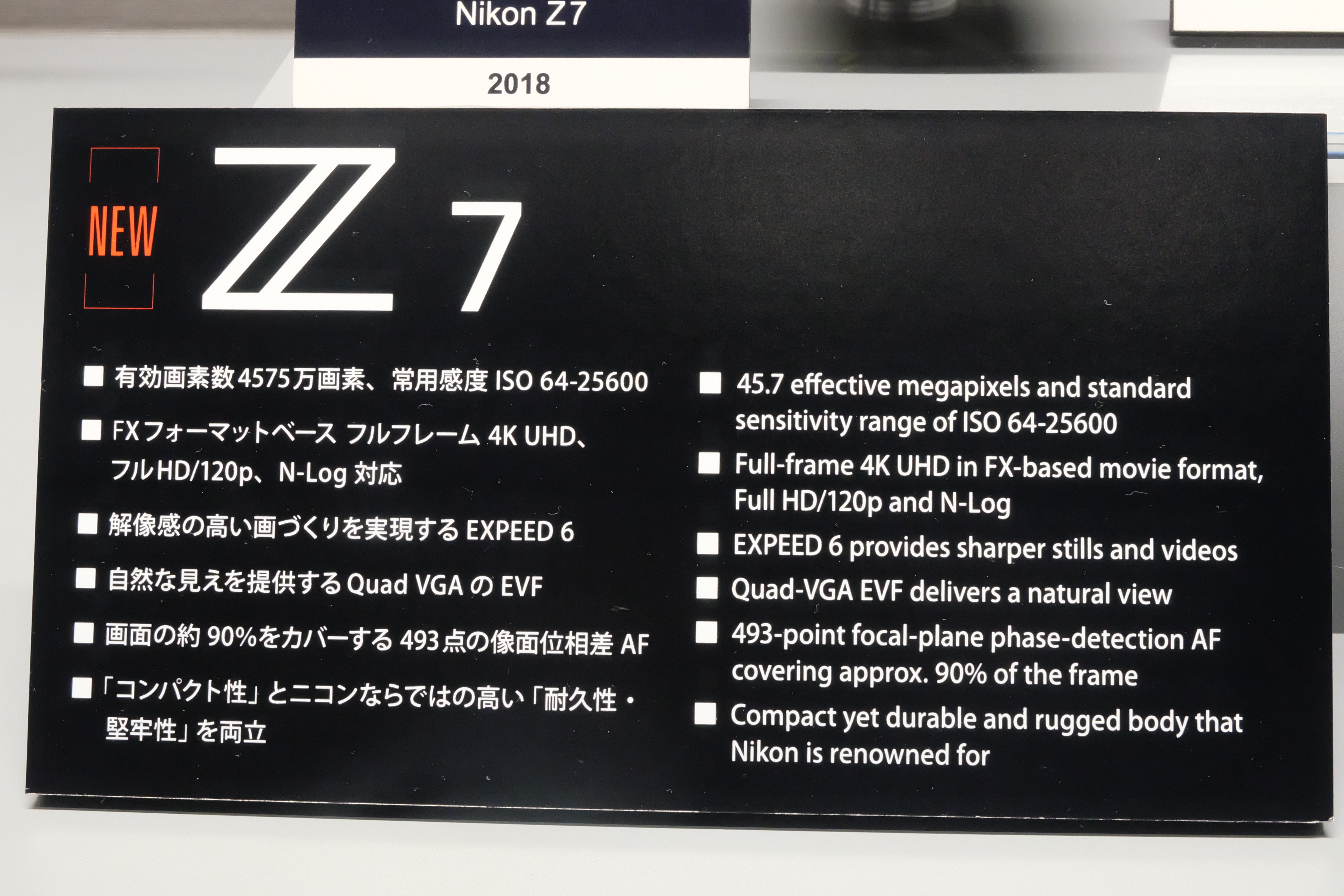
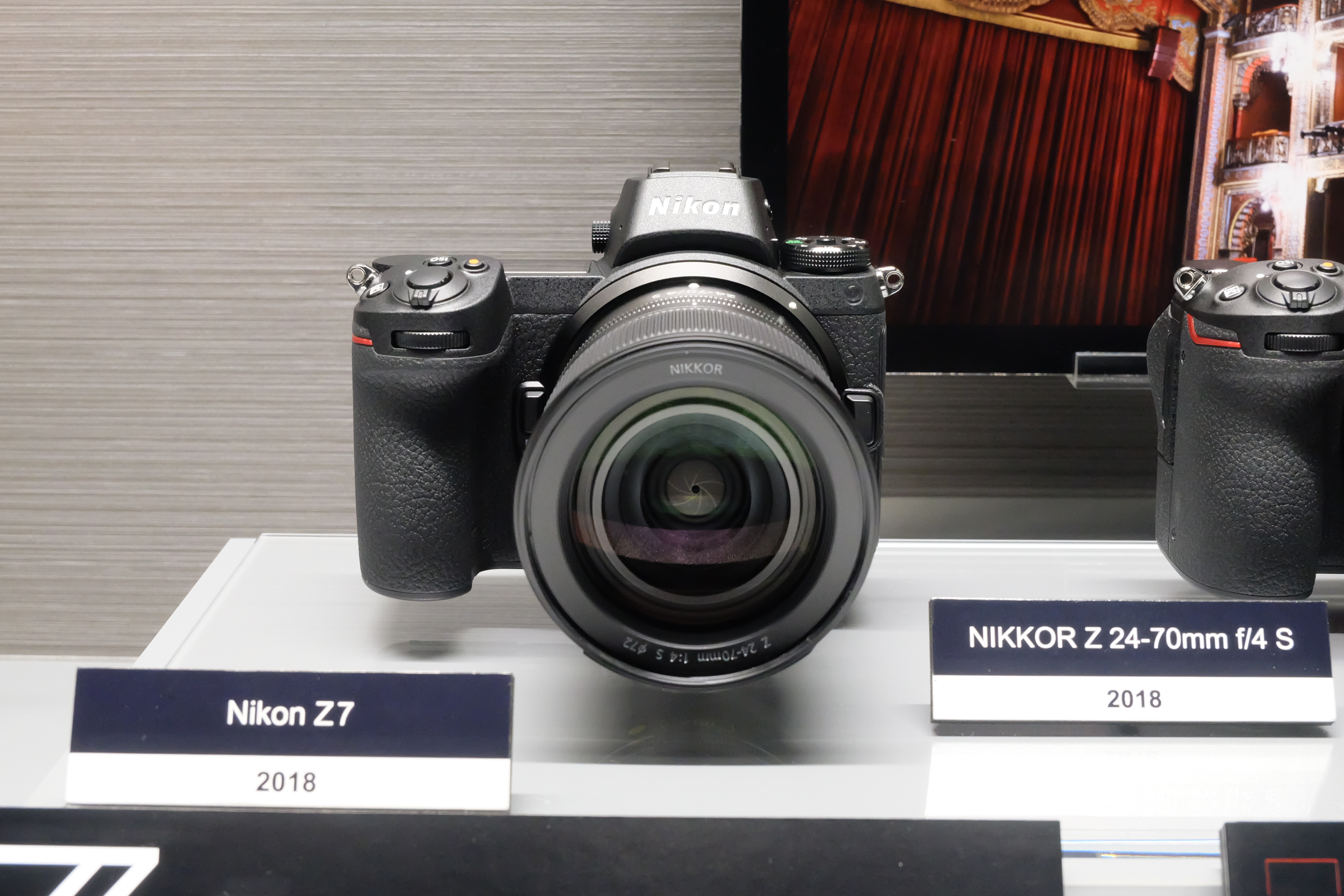
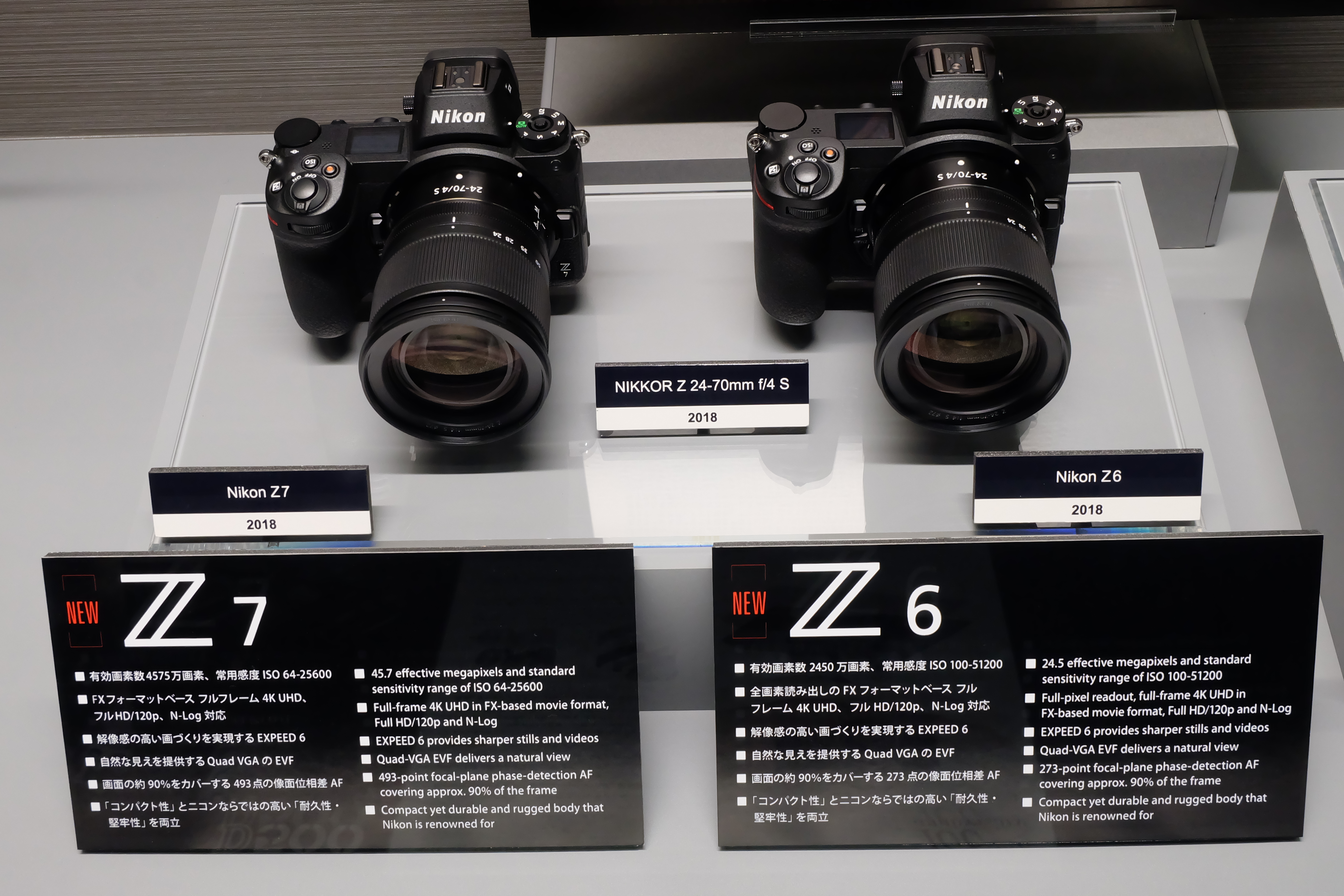
A Z 7 és a Z 6
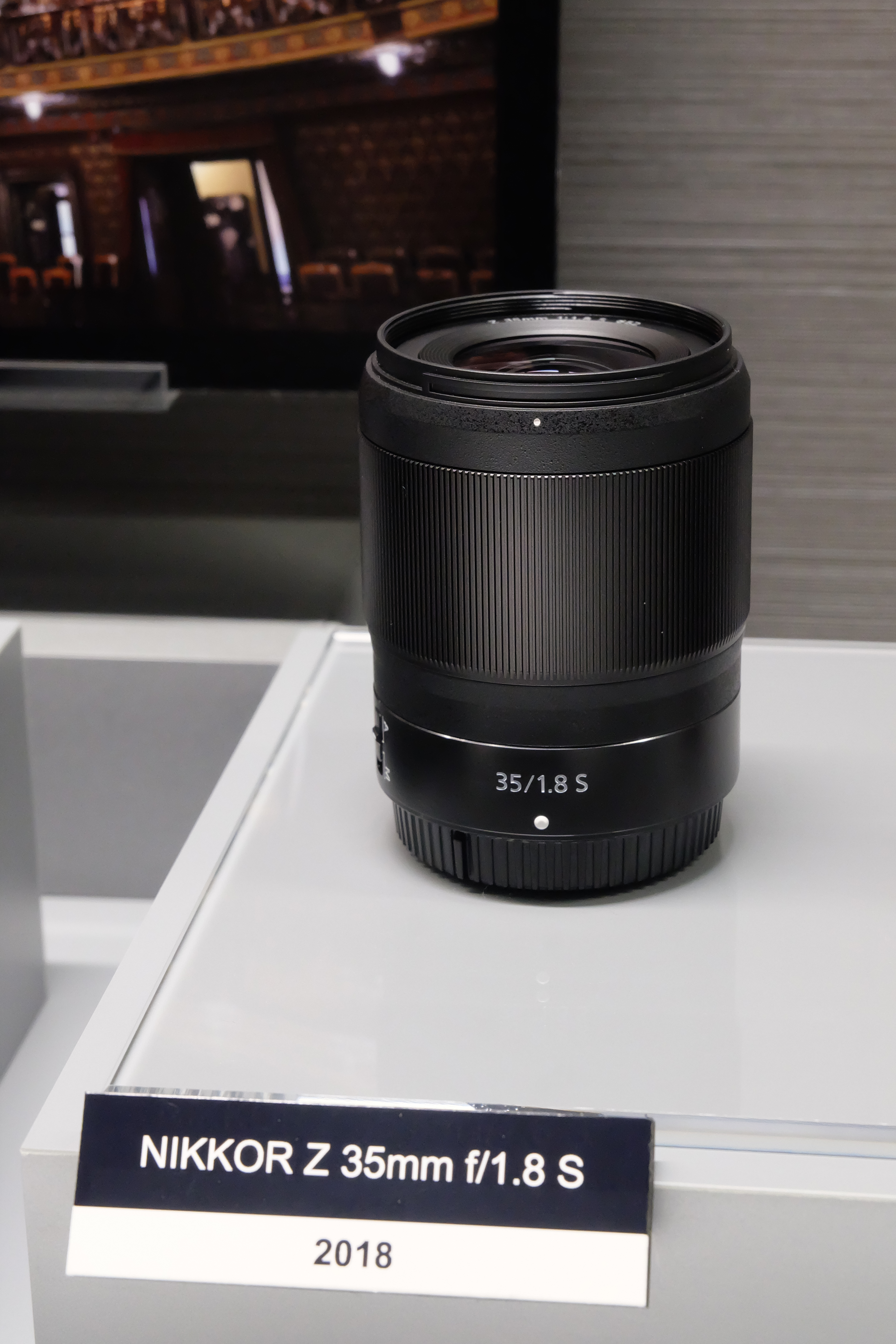
Az első Z-bajonettes objektívek egyike, a NIKKOR Z 35mm f1.8 S
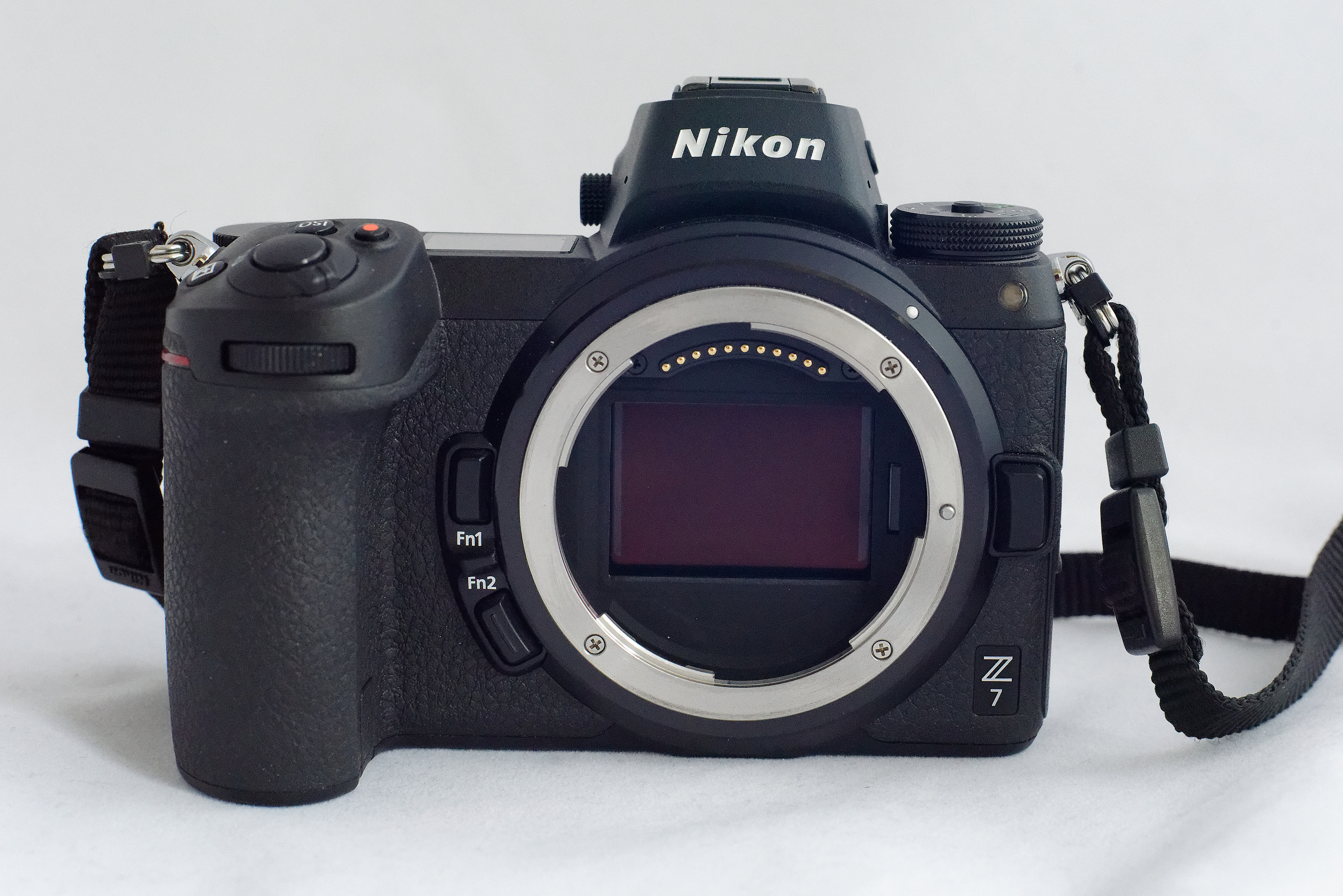
A Z 7 logója

## Firmware frissítések
A Z 7 számos firmware frissítést kapott megjelenése óta. A Z 6 és a Z 7 firmware frissítéseiben ezidáig nagyjából azonos változásokat eszközöltek, valamint ezek egyforma firmware-verziószámokat is kaptak. A fényképezőgépről megjelent tesztek és kritikák némelyikét frissítették, hogy a firmware frissítések által hozott autofókusz-javításokra is kitérjenek. A Nikon öt és fél évvel a Z 7 megjelenése után is adott ki firmware frissítést a fényképezőgéphez, annak ellenére, hogy 2020 végén a Z 7II váltotta le a modellt a kínálatban.
| Verzió | Megjelenés          | Fő változások, megjegyzések |
| ------ | ------------------- | --- |
| 1.0    | ?                   | - Első firmware-verzió |
| 1.1    | ?                   | - Hibajavítások |
| 1.2    | ?                   | - Hibajavítások |
| 1.3    | ?                   | - Hibajavítások |
| 2.0    | 2019. július 31.    | - Szemérzékeléses autofókusz fényképek készítésénél - Expozíció-követés a 12 kép/mp-es sorozatfelvételi módban is (high-speed extended) - Hibajavítások |
| 2.01   | ?                   | - Hibajavítások |
| 2.10   | 2019. november 21.  | - A Nikkor Z objektíveken lévő testre szabható irányító gyűrű (Control Ring) ISO-t is képes állitani - Nikkor Z DX VR objektívek támogatása - Jobb szemérzékeléses autofókusz |
| 2.20   | 2019. december 17.  | - Sony CFexpress Type-B memóriakártyák támogatása - Fizetős "RAW upgrade" lehetősége ($200), a 12-bites ProRes RAW külső videófelvételhez - Hibajavítás |
| 3.0    | 2020. február 17.   | - Szemérzékeléses autofókusz állatokhoz (kutyák és macskák) fényképek készítésénél - Arcérzékeléses autofókusz állatokhoz videók készítésénél - Javított a célkövetési autófokusz (subject tracking AF) - ProGrade, Lexar, SanDisk Extreme Pro CFexpress Type-B memóriakártyák támogatása - Objektíven lévő Fn2-kapcsolók támogatása - Objektíven lévő fókuszlimit-kapcsolók támogatása - Hibajavítások |
| 3.10   | 2020. július 21.    | - TC-1.4x és TC-2.0x telekonverterek támogatása - F-bajonettes objektívek firmware-frissítése FTZ-adapteren keresztül - Atomos-protokollt használó külső rögzítők távirányítása - Hibajavítások |
| 3.11   | 2020. szeptember 9. | - MB-N10 akkupack/grip használatához kapcsolódó hibajavítás |
| 3.12   | 2020. október 15.   | - AF-finomhangolással kapcsolatos hibajavítás |
| 3.20   | 2020. december 17.  | - Blackmagic RAW videófelvétel Blackmagic Design márkájú külső videórögzítőkhöz ("RAW upgrade" szükséges) - A ProRes RAW formátumban rögzített videók ISO-érzékenysége állítható Final Cut Pro X-ben - Nikkor Z 50mm f/1.2 S támogatása - Hibajavítások |
| 3.30   | 2021. április 26.   | - A gép ébresztésénél visszaáll az utolsó ismert fókusz (ahelyett, hogy a végtelenbe fókuszáljon) |
| 3.31   | ?                   | - Nikkor Z MC 50mm f/2.8 és Z MC 105mm f/2.8 VR objektívek támogatása - Hibajavítás |
| 3.40   | 2021. november 10.  | - Jobb szem- és arcérzékeléses autofókusz - FTZ II adapter támogatása - Nikkor Z 24–120mm f/4 S és Z 28–75mm f/2.8 objektívek támogatása - Hibajavítások |
| 3.50   | 2022. október 20.   | - Fókuszpozíció mentése és visszaállítása - Hibajavítások |
| 3.60   | 2023. július 12.    | - MC-N10 vezeték nélküli markolat támogatása |
| 3.70   | 2024. július 17.    | - Változtak az alapértelmezett értékek drótnélküli kapcsolat esetén - Hibajavítások MC-N10 vezeték nélküli markolathoz |
| 3.80   | 2025. május 13.     | - Hibajavítás: "Bulb" és "time" záridős beállításnál a fénykép helytelen Exif adattal rendelkezett |